# Bernhard Daldrup (Politiker, 1961)

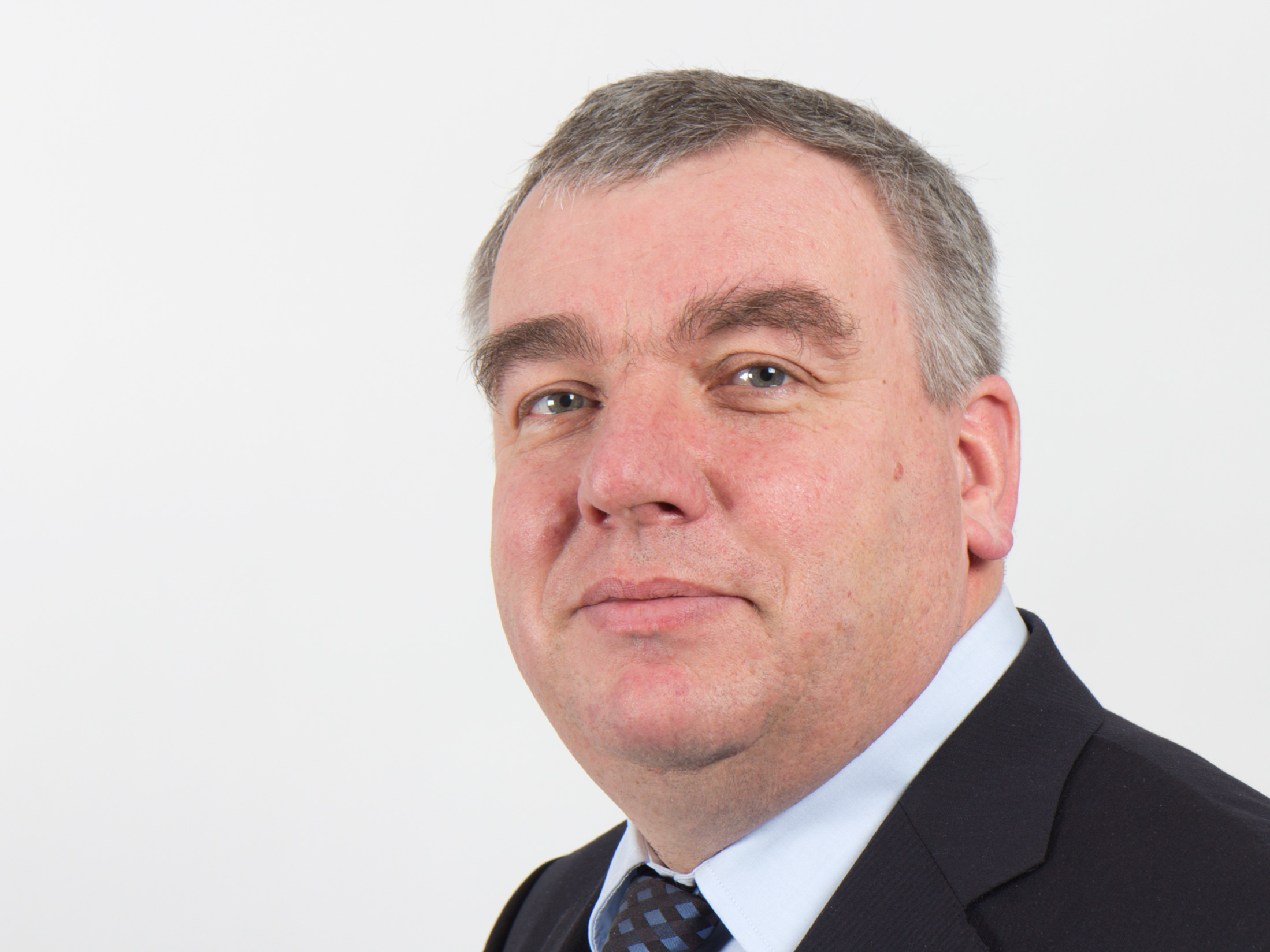
Bernhard Daldrup (2012)

Bernhard Daldrup (* 14. Juli 1961 in Dülmen) ist ein deutscher Politiker (CDU) und war von 2002 bis 2021 Mitglied im Landtag von Sachsen-Anhalt.

## Leben und Beruf
Daldrup schloss die Schule 1978 mit der Fachoberschulreife ab. Er absolvierte eine Ausbildung und wurde 1984 staatlich geprüfter Landwirt. 1987 wurde er zudem Brennmeister und ist seit 1980 selbständiger Landwirt.

## Politik und Partei
Daldrup trat 1978 in die CDU ein und ist seit 1994 Mitglied im Gemeinderat von Sargstedt. Seit 1999 ist er zudem Mitglied im Kreistag, zunächst des Kreises Halberstadt, seit 2007 des Landkreises Harz.

## Abgeordneter
Von 2002 bis 2021 war Daldrup für den Wahlkreis 15 (Blankenburg) Mitglied im Landtag von Sachsen-Anhalt. Er saß für seine Fraktion im Ausschuss für Ernährung, Landwirtschaft und Forsten sowie im Umweltausschuss. Daldrup trat zur Landtagswahl 2021 nicht erneut an.

## Weitere Tätigkeiten
- seit 1985 verschiedene Funktionen in Landjugend und Verbänden
- seit 1991 Mitglied im Landvolkverband Sachsen-Anhalt